# Arthur Annesley, XI visconte Valentia
Arthur Annesley, XI visconte Valentia (23 agosto 1843 – 20 gennaio 1927), è stato un politico e ufficiale irlandese.

## Biografia
Era il figlio di Arthur Annesley, e di sua moglie, Flora Mary Macdonald, figlia di James Macdonald. Suo padre morì quando Arthur aveva un anno e successe al nonno come visconte nel 1863. Studiò presso il Royal Military Academy.

## Carriera

### Carriera militare
Annesley si unì al 10th Royal Hussars nel 1864 e fu promosso tenente nel 1868. Si ritirò dall'esercito nel 1872, ma nel 1894 fu nominato tenente colonnello del Queen's Own Oxfordshire Hussars.
Nei primi anni del 1900, Lord Valentia combatté nell'Imperial Yeomanry durante la Seconda guerra boera e lasciò il Sudafrica alla fine di gennaio. Prestò servizio come assistente aiutante generale per l'Imperial Yeomanry e nel 1901 venne promosso al grado di colonnello.

### Carriera politica
Fu nominato High Sheriff di Oxfordshire (1874-1875). Fu deputato per Oxford (1895-1917). Servì come Comptroller of the Household durante il governo di Lord Salisbury (1898-1902) e di Arthur Balfour (1902-1905). Nel 1915 ricoprì la carica di Lord in Waiting, carica che mantenne fino al 1924.
Nel 1917 venne nominato barone di Bletchington, che gli permise un posto nella Camera dei lord.

## Matrimonio
Sposò, il 30 gennaio 1878, Laura Sarah Webb (?-16 novembre 1933), figlia di Daniel Hale Webb. Ebbero otto figli:
- Vere Annesely (8 marzo 1879-18 maggio 1975), sposò Guy Campbell, ebbero tre figli;
- Arthur Annesley (24 agosto 1880-16 novembre 1914)[9];
- Violet Kathleen Annesley (18 marzo 1882-4 settembre 1963), sposò Charles Gore, ebbero tre figli;
- Caryl Annesley, XII visconte Valentia (3 luglio 1883-6 ottobre 1949)[10];
- Helen Annesley (3 luglio 1884-21 luglio 1965), sposò John Heywood-Lonsdale, non ebbero figli;
- Lettice Annesley (24 settembre 1885-1988), sposò Geoffrey Bowlby, ebbero due figli;
- Hilda Cecil Annesley (19 aprile 1889-20 settembre 1972);
- Dorothy Annesley (11 maggio 1892-?), sposò Joseph Gibbs, ebbero due figli.

## Morte
Morì il 20 gennaio 1927.